# 邦哥鼓

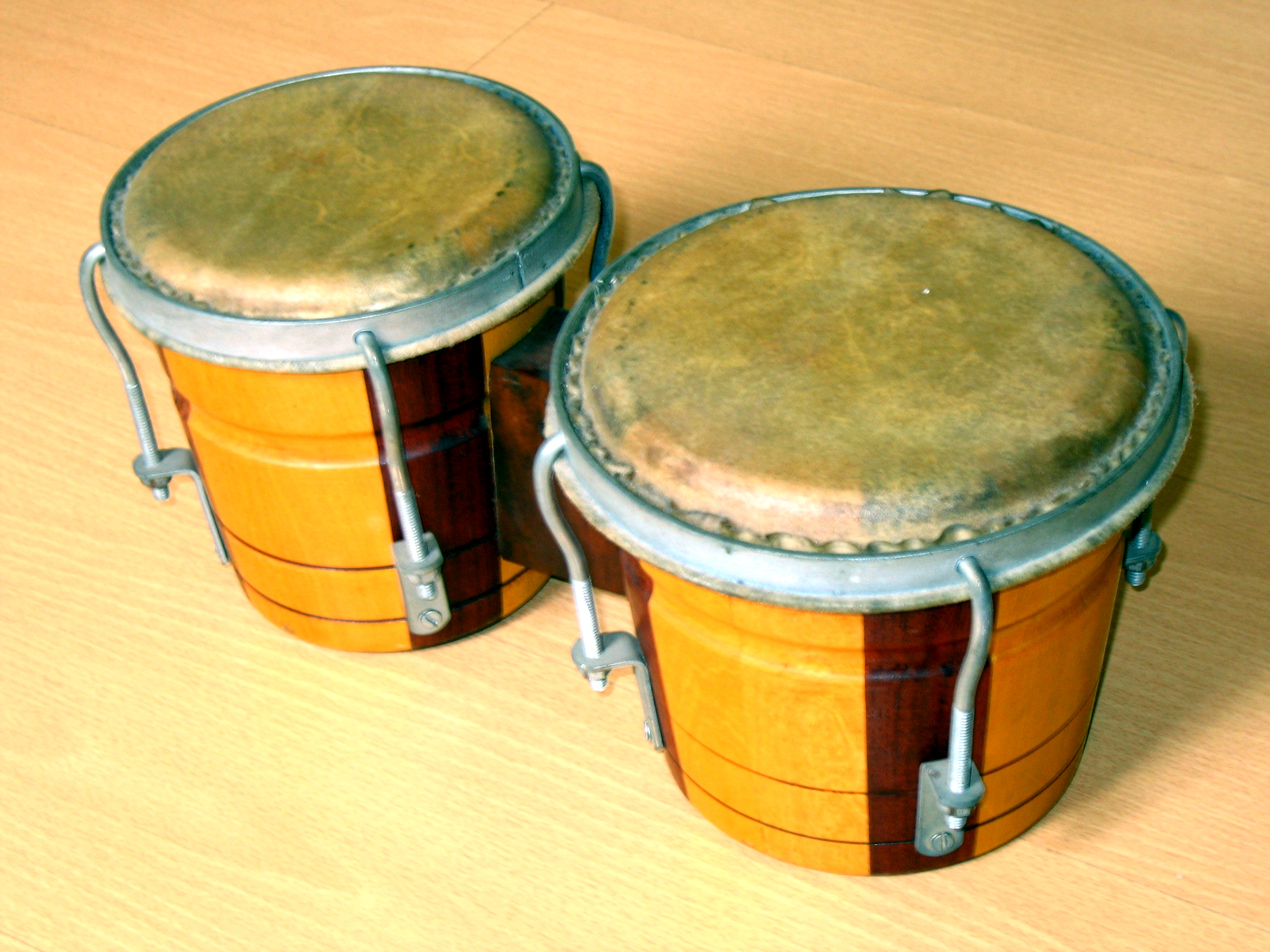
邦哥鼓

邦哥鼓（英語：Bongos），又稱為曼波鼓，是源於拉丁美洲的一種鼓。以兩個不同大小的單皮鼓為一組，以鐵片或木將兩個鼓接駁在一起，因此英文名稱多寫成Bongos（間中亦有寫成Bongoes，但s才是正確寫法）。

## 形狀及大小
傳統上，尺寸較大的邦哥鼓稱為「陰鼓」（Hembra）；尺寸較細的邦哥鼓稱為「陽鼓」（Macho）。陰鼓大都是直徑8英寸；而陽鼓則介於6英寸至7英寸，兩鼓的高度則皆為7英寸。鼓筒底部則稍微收窄，鼓皮最初以動物皮革為材料，鼓筒則以陶泥燒成，然後將皮邊以繩穿過，再把繩圍繞鼓筒纏緊。現代則改為纖維薄膜，並以鐵環或鐵架將鼓皮鑲嵌於鼓筒面。鐵環上配有四角螺絲帽，可利用隨附送的鑰匙調節鬆緊度來改變音高或音色。

## 記譜
習慣上，邦哥鼓被視為「無固定音高」樂器。雖然可以通過螺絲帽調節鼓皮的鬆緊以決定音高，但作曲家極少要求邦哥鼓打奏絕對音高，即使是使用超過一對邦哥鼓，亦只會顯示不同組合的高低音分別，因此只需以敲擊樂譜號或單線譜來表示高低音便足夠。

## 演奏方法
Open：用手指擊打鼓皮 
Bass：用手掌擊打鼓皮 
Crash：用手掌擊打鼓皮，擊打後手指要輕壓鼓皮 
Mute：左手拇指輕壓鼓皮，右手擊打鼓皮 
Rim Shot：用手指擊打鼓邊 

## 生產公司
1. LP
2. Pearl
3. Meinl
4. Toca
5. Kikutani
6. Tycoon
7. Gon Bops

## 邦鼓貓(Bongo Cat)
從2018年7月開始，一些貓敲打邦哥鼓的影片在網路上大量出現，許多網友上傳各類音樂剪輯片段，此迷因也出現在YouTube的年度影片回顧中(YouTube Rewind)。 